# Spanyolország az 1984. évi téli olimpiai játékokon
Spanyolország a jugoszláviai Szarajevóban megrendezett 1984. évi téli olimpiai játékok egyik részt vevő nemzete volt. Az országot az olimpián 4 sportágban 12 sportoló képviselte, akik érmet nem szereztek.

## Alpesisí
Férfi
| Versenyző            | Versenyszám      | 1. futam      | 1. futam      | 2. futam      | 2. futam      | Összesítés | Összesítés |
| Versenyző            | Versenyszám      | Idő           | Hely.         | Idő           | Hely.         | Idő        | Helyezés   |
| -------------------- | ---------------- | ------------- | ------------- | ------------- | ------------- | ---------- | ---------- |
| Luis Fernández Ochoa | Műlesiklás       | 55,28         | 24.           | nem ért célba | nem ért célba | kiesett    | kiesett    |
| Luis Fernández Ochoa | Óriás-műlesiklás | nem ért célba | nem ért célba | kiesett       | kiesett       | kiesett    | kiesett    |
| Jorge Pérez          | Műlesiklás       | 53,25         | 13.           | kizárták      | kizárták      | kiesett    | kiesett    |
| Jorge Pérez          | Óriás-műlesiklás | 1:23,64       | 20.           | 1:24,33       | 22.           | 2:47,97    | 20.        |
| Carlos Salvadores    | Műlesiklás       | nem ért célba | nem ért célba | kiesett       | kiesett       | kiesett    | kiesett    |
| Carlos Salvadores    | Óriás-műlesiklás | kizárták      | kizárták      | kiesett       | kiesett       | kiesett    | kiesett    |

Női
| Versenyző               | Versenyszám      | 1. futam      | 1. futam      | 2. futam      | 2. futam      | Összesítés | Összesítés |
| Versenyző               | Versenyszám      | Idő           | Hely.         | Idő           | Hely.         | Idő        | Helyezés   |
| ----------------------- | ---------------- | ------------- | ------------- | ------------- | ------------- | ---------- | ---------- |
| Blanca Fernández Ochoa  | Műlesiklás       | 50,06         | 15.*          | nem ért célba | nem ért célba | kiesett    | kiesett    |
| Blanca Fernández Ochoa  | Óriás-műlesiklás | 1:09,52       | 3.            | 1:12,62       | 9.            | 2:22,14    | 6.         |
| Dolores Fernández Ochoa | Műlesiklás       | nem ért célba | nem ért célba | kiesett       | kiesett       | kiesett    | kiesett    |
| Dolores Fernández Ochoa | Óriás-műlesiklás | 1:12,05       | 27.           | nem ért célba | nem ért célba | kiesett    | kiesett    |

* - egy másik versenyzővel azonos eredményt ért el

## Biatlon
| Versenyző         | Versenyszám  | Lövőhiba | Időeredmény | Helyezés |
| ----------------- | ------------ | -------- | ----------- | -------- |
| Cecilio Fernández | 10 km sprint | 2        | 39:27,5     | 55.      |
| Cecilio Fernández | 20 km egyéni | 9        | 1:34:42,0   | 57.      |
| Manuel García     | 10 km sprint | 6        | 40:16,6     | 56.      |
| Manuel García     | 20 km egyéni | 10       | 1:34:12,4   | 56.      |

## Sífutás
Férfi
| Versenyző   | Versenyszám | Eredmény  | Helyezés |
| ----------- | ----------- | --------- | -------- |
| José Giro   | 15 km       | 45:50,3   | 45.      |
| José Giro   | 30 km       | 1:43:18,8 | 56.      |
| José Giro   | 50 km       | 2:33:31,5 | 41.      |
| Miguel Prat | 15 km       | 48:30,6   | 61.      |
| Miguel Prat | 30 km       | 1:48:46,3 | 65.      |
| Miguel Prat | 50 km       | 2:38:07,0 | 46.      |

## Síugrás
| Versenyző      | Versenyszám | 1. ugrás | 1. ugrás | 2. ugrás | 2. ugrás | Összesítés | Összesítés |
| Versenyző      | Versenyszám | Pont     | Hely.    | Pont     | Hely.    | Pont       | Helyezés   |
| -------------- | ----------- | -------- | -------- | -------- | -------- | ---------- | ---------- |
| Ángel Janiquet | Normálsánc  | 58,2     | 56.      | 63,5     | 56.      | 121,7      | 58.        |
| José Rivera    | Normálsánc  | 71,5     | 54.      | 70,0     | 54.      | 141,5      | 54.        |
| José Rivera    | Nagysánc    | 63,3     | 46.      | 50,6     | 52.      | 113,9      | 48.        |
| Bernat Sola    | Normálsánc  | 72,1     | 53.      | 60,8     | 57.      | 132,9      | 56.        |
| Bernat Sola    | Nagysánc    | 47,3     | 49.      | 52,0     | 50.      | 99,3       | 50.        |